# Urmond
Urmond (Limburgs: Uermend of Wermend) is een dorp in de Nederlandse gemeente Stein, gelegen in de provincie Limburg. Het dorp telt ongeveer 5.715 inwoners. Het dorp bestaat uit twee delen: Oud-Urmond ten westen van het Julianakanaal en Urmond-Oost ten oosten. Een deel van Oud-Urmond is beschermd dorpsgezicht.

## Geschiedenis
De plaatsnaam Urmond komt in een oorkonde uit 1153 voor het eerst voor, en wel als Overmunthe. Munthe was de naam voor een versterkte heuvel of vluchtheuvel. De naam Urmond heeft niet van doen met de monding van de Ur in de Maas, maar -mond verwijst naar berg. In de twaalfde eeuw lag de monding van de Ur veel westelijker.
Vroeger maakt Urmond deel uit van de bezittingen van de aartsbisschop van Keulen. Ten gevolge van een aantal oorlogen is het land verloren gegaan. In 1153 kwam het weer in handen van de aartsbisschop.
Samen met een aantal omringende dorpen maakte Urmond deel uit van het ambt Born. Dit gebied ging over van Gelderse in Gulikse en vanaf 1794 in Franse handen.
Vanaf de dertiende eeuw ontwikkelde Urmond zich - dankzij de aanwezigheid van een haven - tot handelsplaats, feitelijk een beperkte stad (vrijheid), de Vrijheid Urmond genaamd, voor het eerst vermeld in 1595. Het stadje was gedeeltelijk omwald en bezat vier poorten en vijf rondelen. In 1800 werd uit deze vrijheid samen met Berg aan de Maas de gemeente Urmond gevormd. Eind 18e eeuw werd de plaats enigszins op lager gelegen delen uitgebreid.
De haven werd eind 19e eeuw opgeheven. In 1934 werd het Julianakanaal geopend dat ten oosten van de oude kern van Urmond lag. Hierdoor kwam Urmond op een langgerekte landtong te liggen, door een brug met het oostelijke land verbonden. Na de Tweede Wereldoorlog ontstonden woonwijken aan de oostzijde van het kanaal (Urmond-Oost), gescheiden van de oude kern (Oud-Urmond).
In 1982 fuseerde de gemeente Urmond (Urmond, Berg aan de Maas en Nattenhoven) met die van Stein, Meers en Elsloo tot de huidige gemeente Stein.

## Natuur en landschap
Urmond bevindt zich tussen de Maas en de A2 op een hoogte van ongeveer 40 meter en wordt doorsneden door het Julianakanaal. De oude kern ligt ten westen van dit kanaal. Aan de oostzijde van de A2 bevindt zich het uitgestrekte terrein van Chemelot, met DSM, SABIC en tientallen andere bedrijven. Ook vindt men hier het natuurgebiedje de Heksenberg met een hoogte tot 90 meter. Van noord naar zuid wordt Urmond ingeklemd door de dorpskernen van Berg aan de Maas en Stein.

## Economie
Veel Urmondenaren waren werkzaam bij het nabijgelegen DSM. Naast de A2 ligt het Van der Valk hotel, dat ook een grote lokale werkgever is. In Urmond ligt verder nog een klein bedrijventerrein aan de zuidzijde van het dorp. Aan de noordzijde bevindt zich nog een klein aantal boerenbedrijven. Hier is een nieuwe villawijk gepland (Bramert-Noord). Het gebied ligt pal langs de A2 met zicht op DSM. De geluidsoverlast in dit woongebied is echter zo groot dat een ontheffing nodig is om er te mogen bouwen. Door de aanleg van de villawijk wordt ook een cultuurlandschap (belvedère-gebied) aangetast.

## Bezienswaardigheden
- De rooms-katholieke Terpkerk uit 1793 (de oude Sint-Martinuskerk). Deze is aan de eredienst onttrokken, en is eigendom van de Urmondse Monumentenstichting ( UMS ). De Terpkerk wordt o.a. gebruikt als expositieruimte. Diezelfde stichting is ook eigenaar van het oude kerkhof, dat mede door vrijwilligers onderhouden wordt. Bij de ingang aan de rechterkant bevindt zich het oorlogsgraf, waarin drie gesneuvelde dorpsgenoten uit WO 2 zijn begraven. Verder vinden we daar de grafmonumenten van oud-burgemeester Strijkers en van reder Bauduin.
- De Protestantse kerk uit 1685
- De heden ten dage (najaar 2011) in gebruik zijnde nieuwe Sint-Martinuskerk uit 1957
- De standaardmolen (1803)
- Het Schippershuis aan Grotestraat 20, van 1612, met in- en uitgezwenkte gevel in renaissancestijl en een ingemetselde latei uit 1570 met de tekst: Au Saint Esprit. Mogelijk ooit een tehuis voor bejaarde schippers.
- Woonhuis Grotestraat 8, topgevel met speklagen.
- Woonhuis Grotestraat 18, met een kern van 1745.
- Woonhuis Grotestraat 33-35, van 1770.
- Woonhuis Brugstraat 4, van 1790.
- Boerderij Hoolstraat 1, L-vormige hoeve, woonhuis met speklagen (1611), bevat enkele schouwen in Lodewijk XV-stijl.
- Boerderij Grotestraat 12, van 1796.
- Mariakapel, van 1755.
- Sint-Barbarakapel (1952), door E. Quanjel-Van Thoor. In de vorm van een kasteel met kantelen. Gewijd aan patrones van de mijnwerkers, geflankeerd door een kolenlorrie.
- Kruiskapel, bakstenen wegkapel (1901), verplaatst in 1995.

Zie ook
- Lijst van rijksmonumenten in Urmond

## Foto's

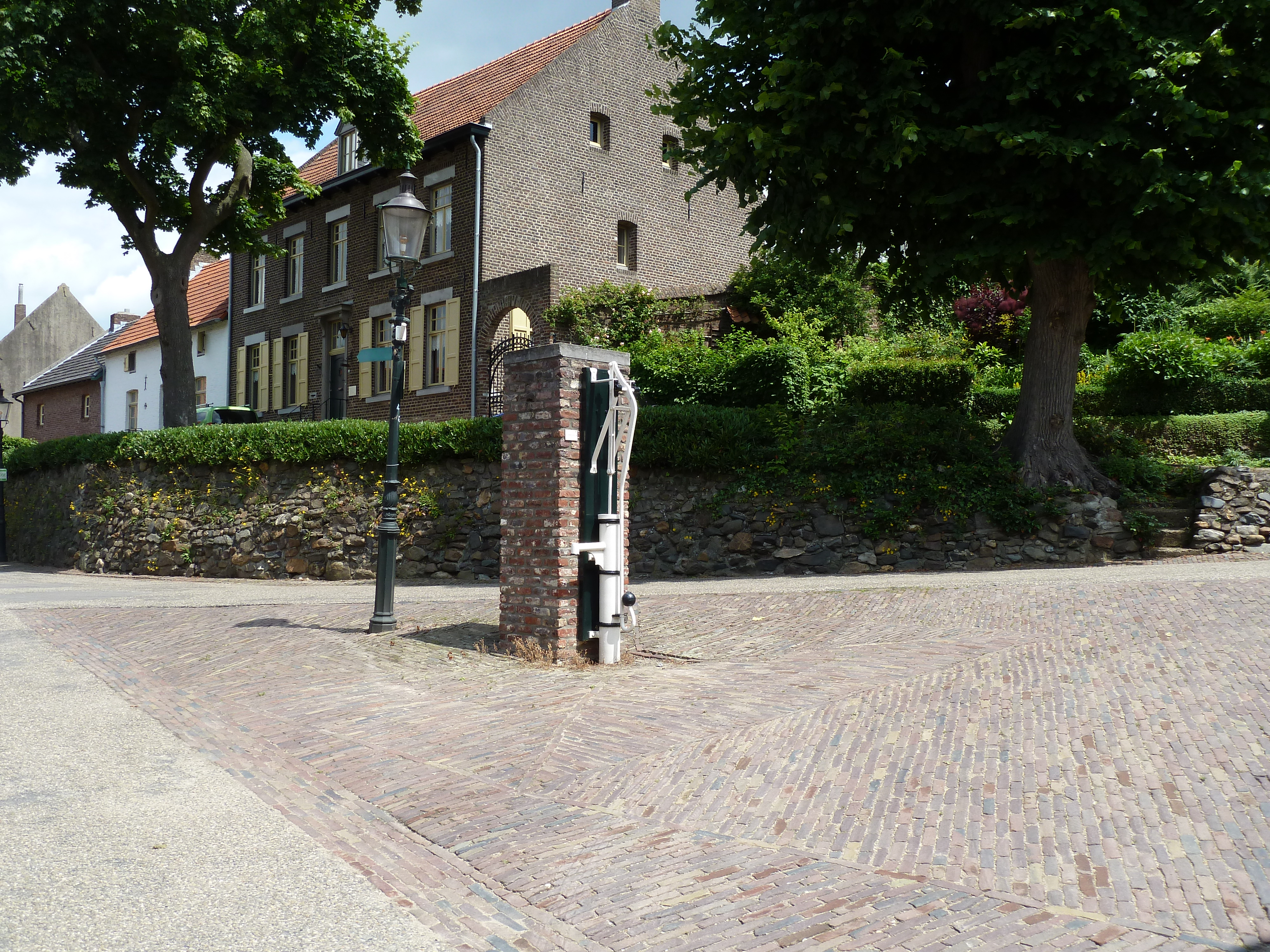
Een van de drie waterpompen in de Grotestraat
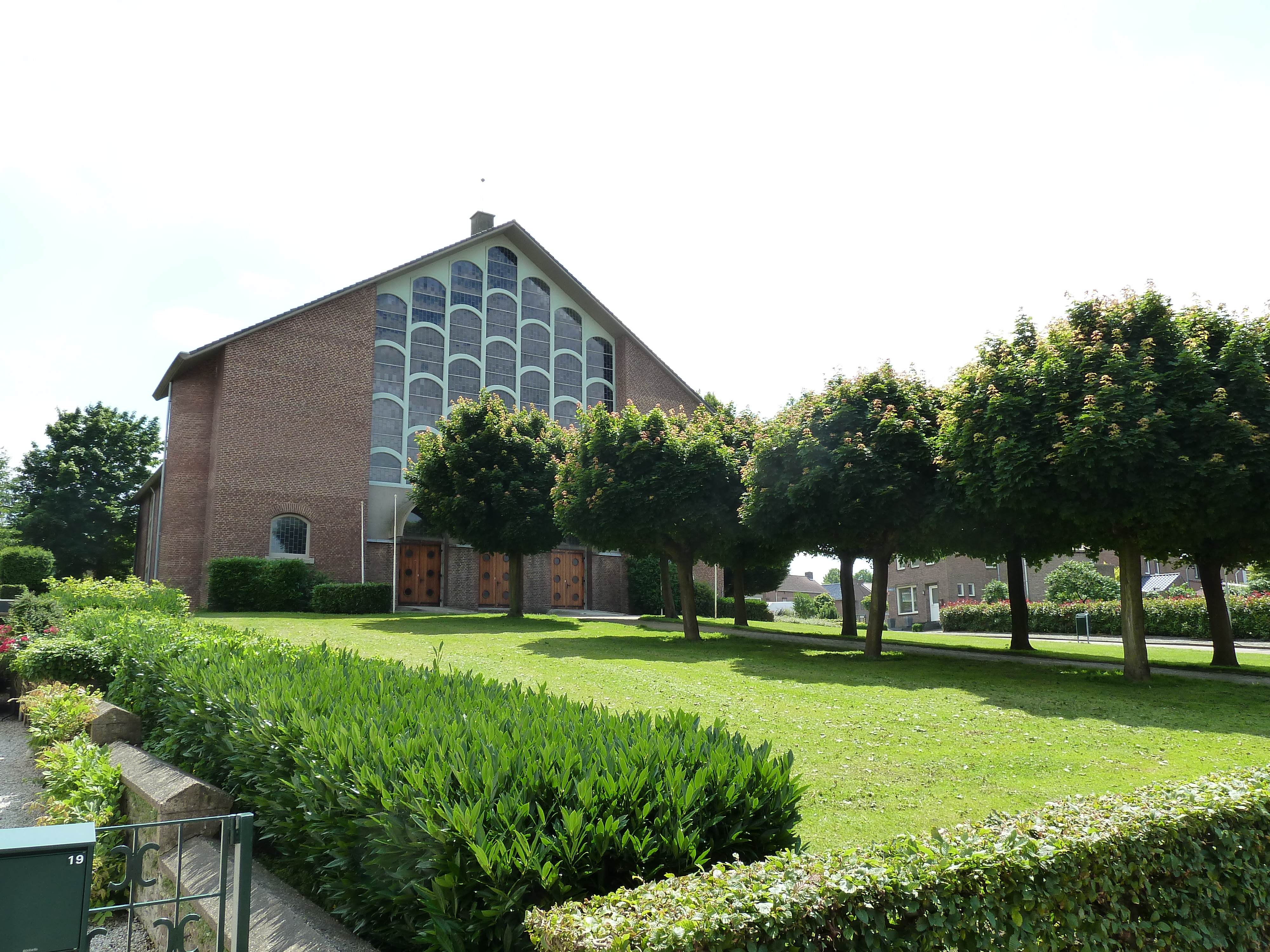
De nieuwe Sint-Martinuskerk
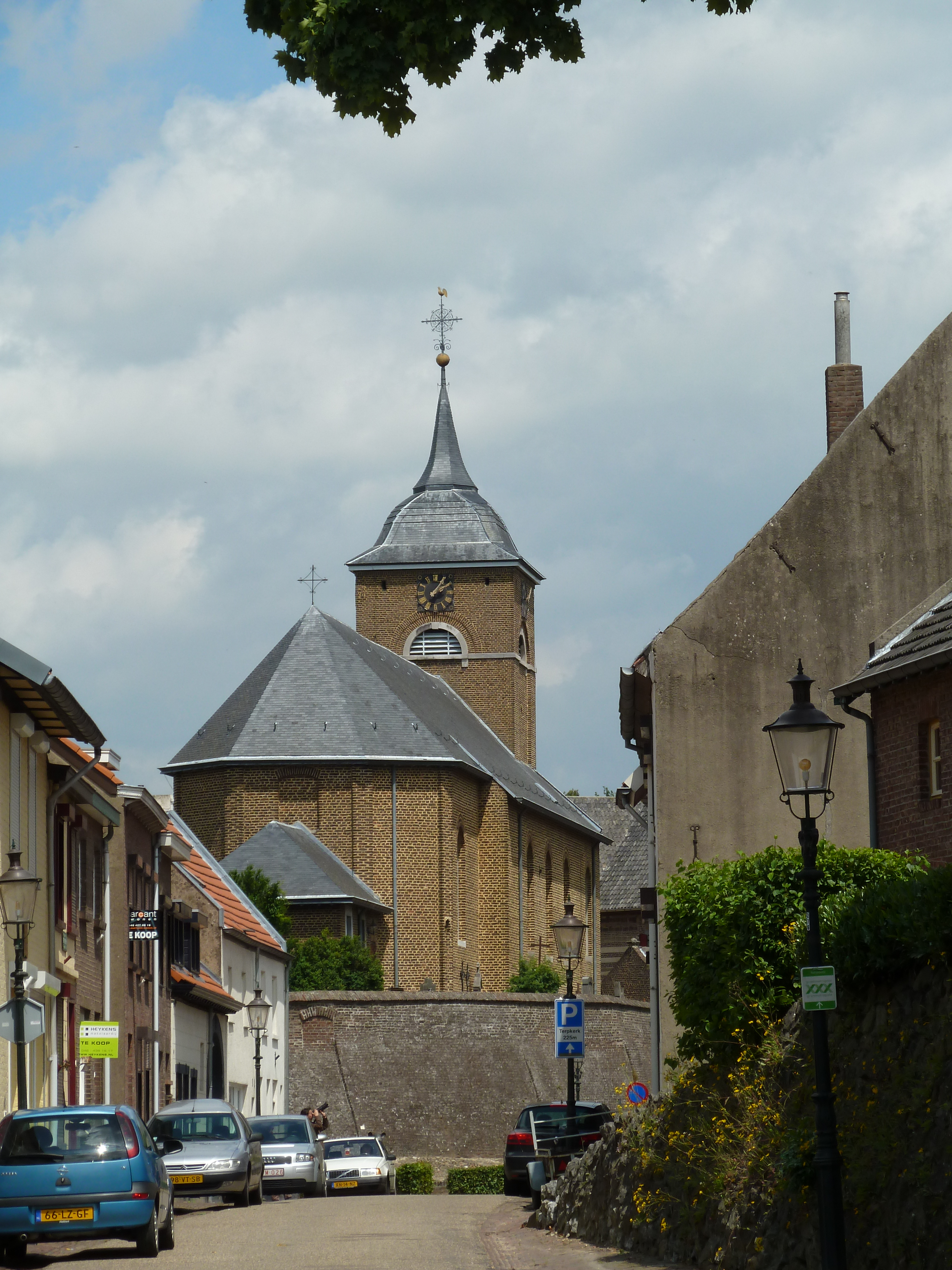
De Terpkerk (de oude Sint-Martinuskerk)
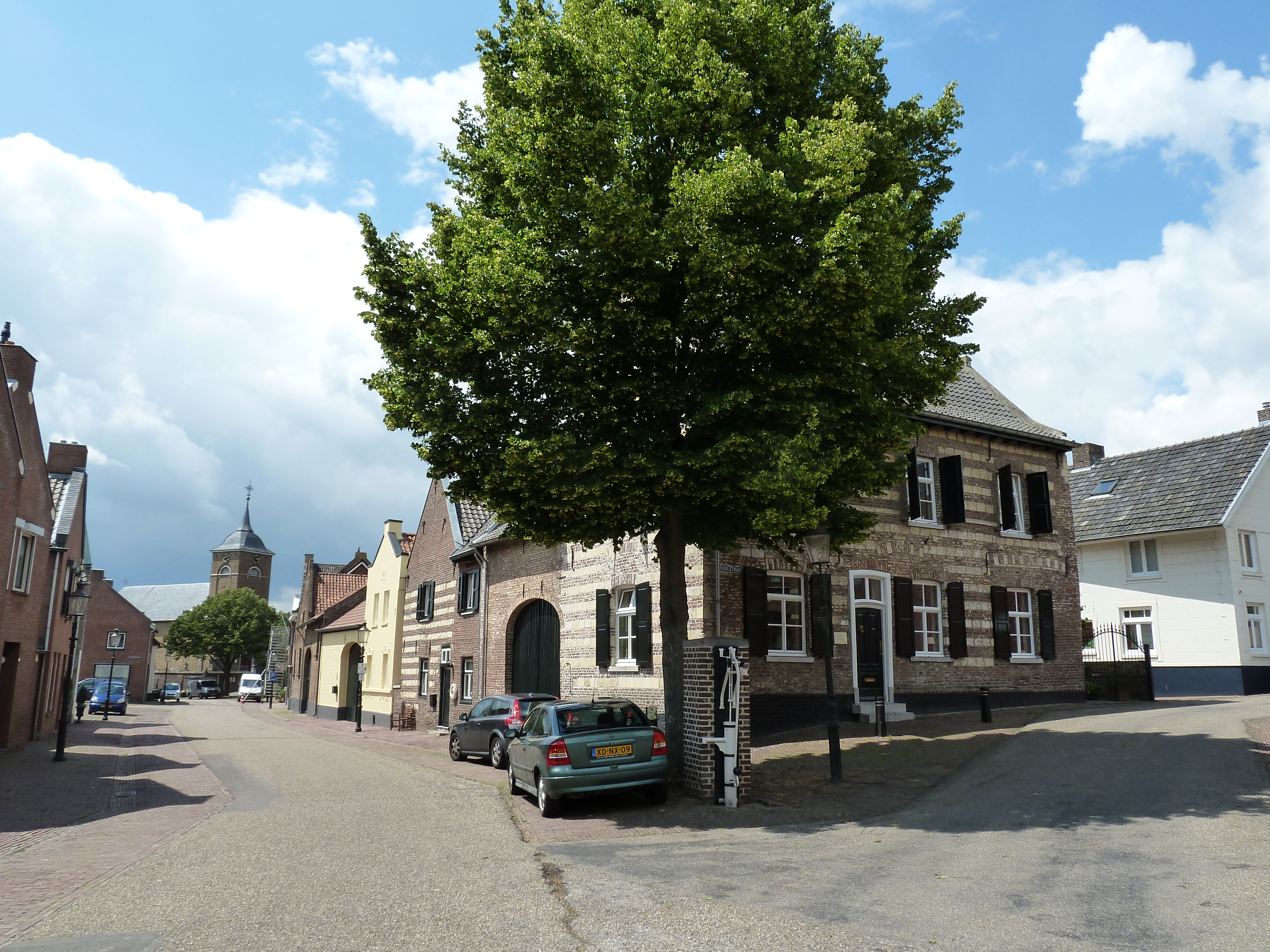
Straatgezicht van de Grotestraat
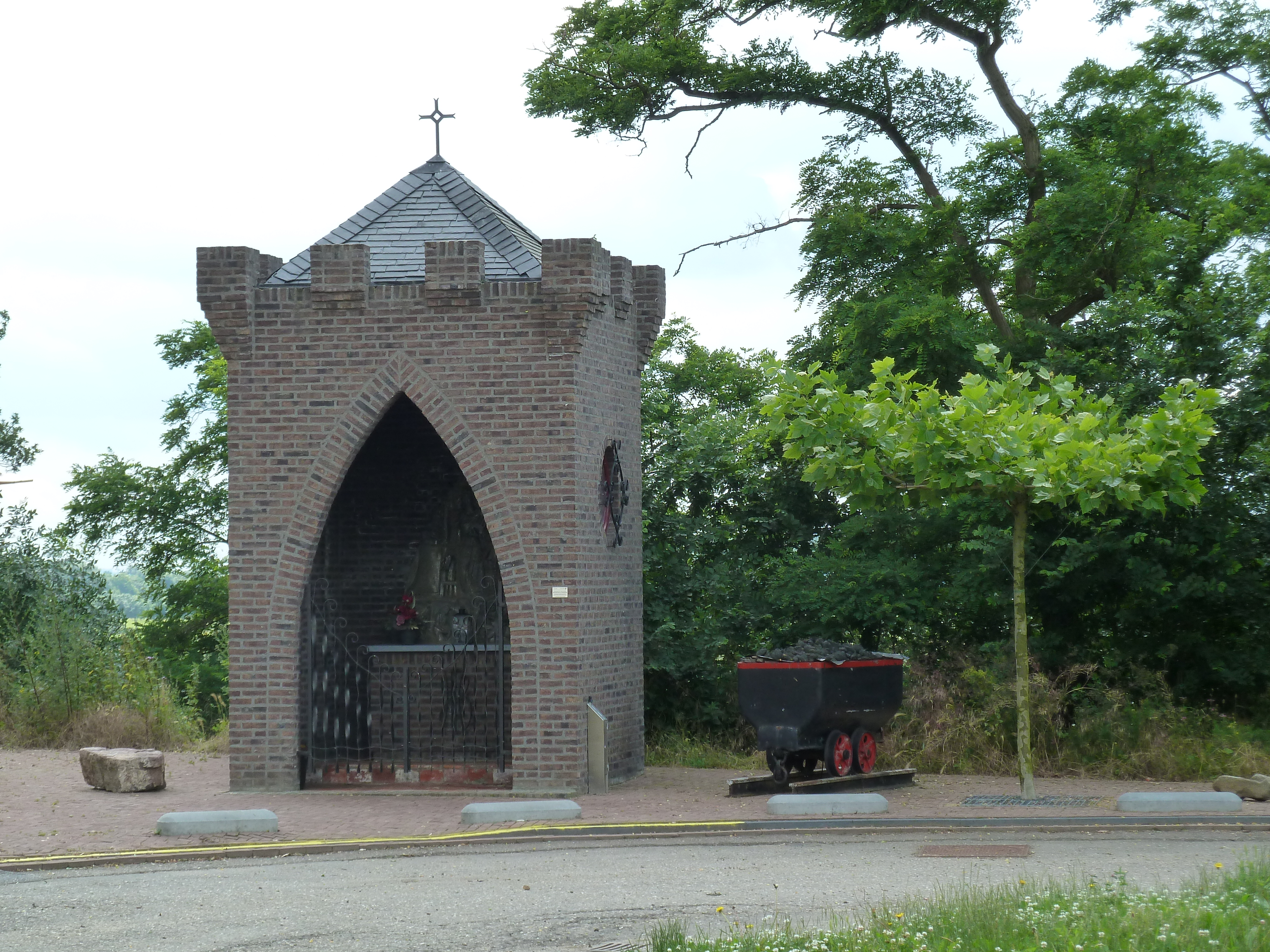
Sint-Barbarakapel aan de Kattekop
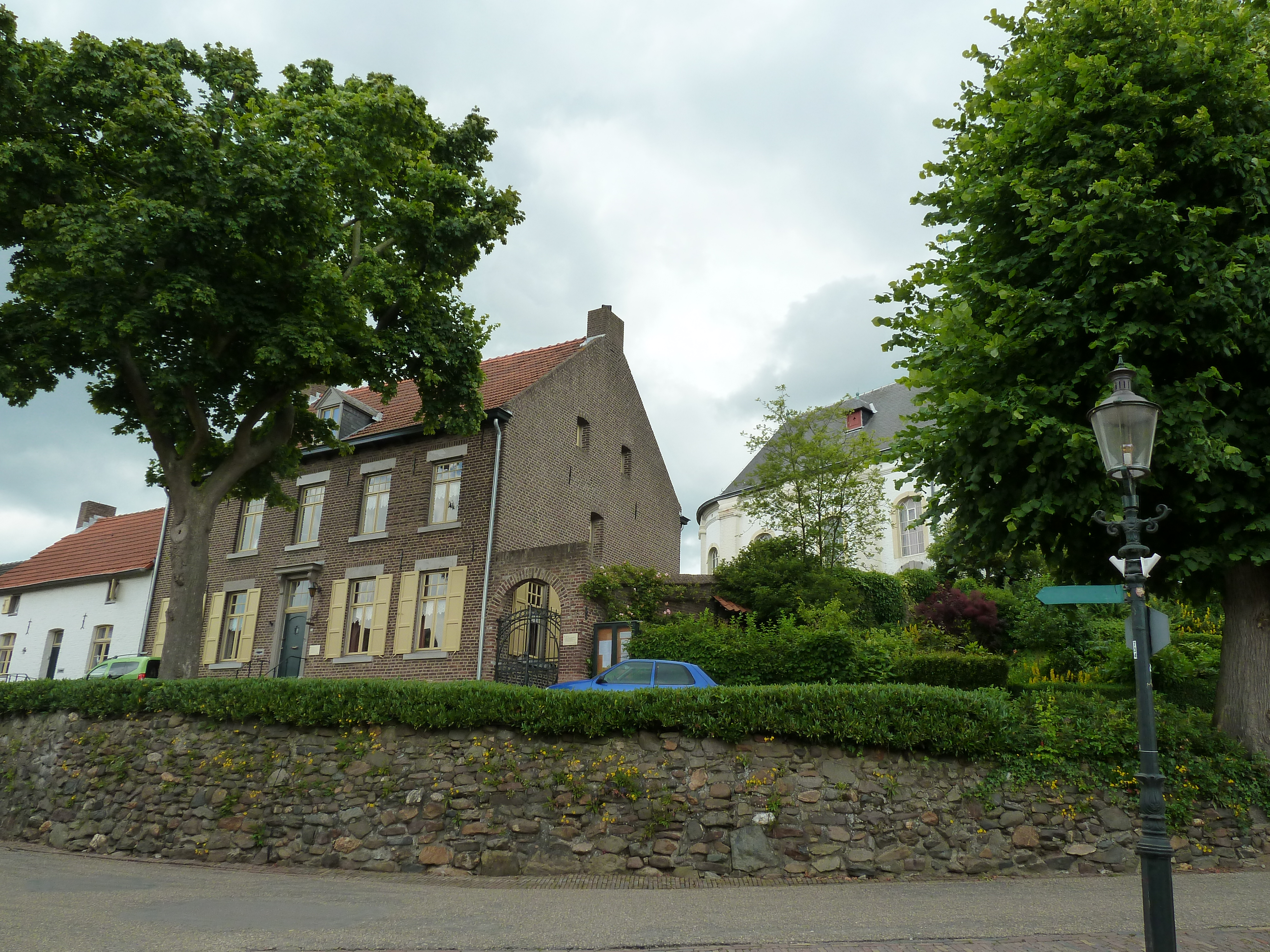
Pastorie en Protestantse kerk
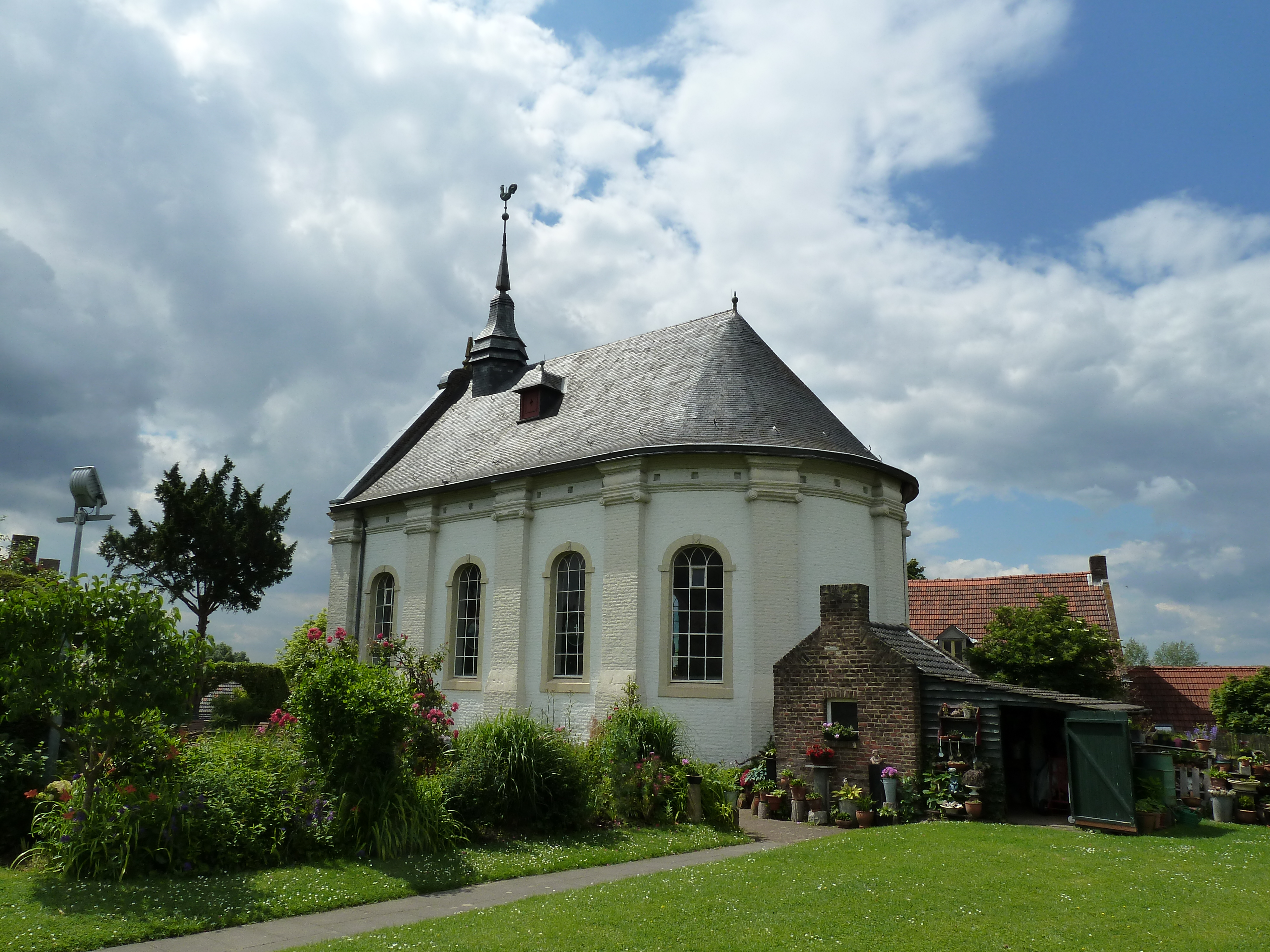
Protestantse kerk
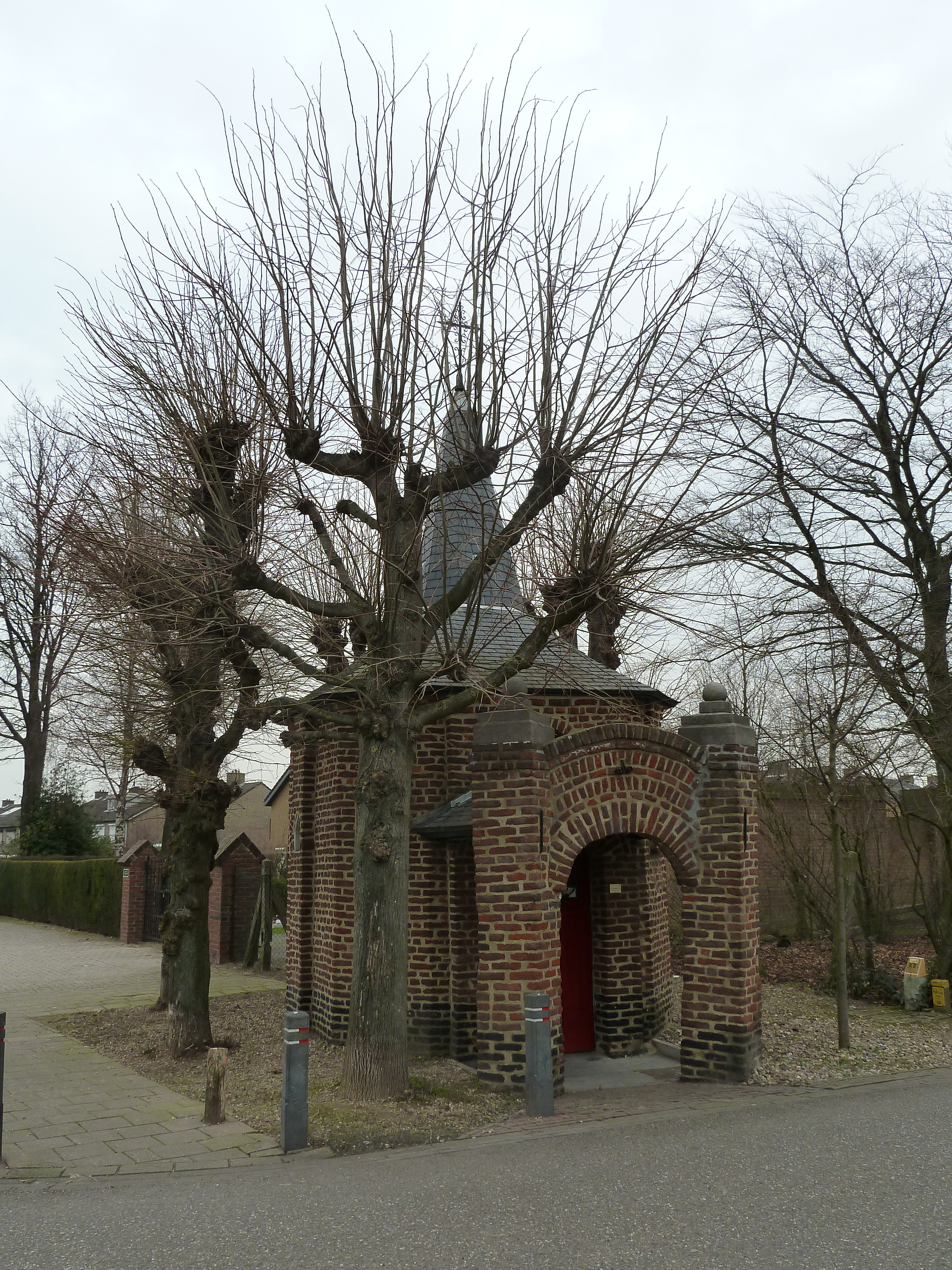
Bokkenrijderskapel
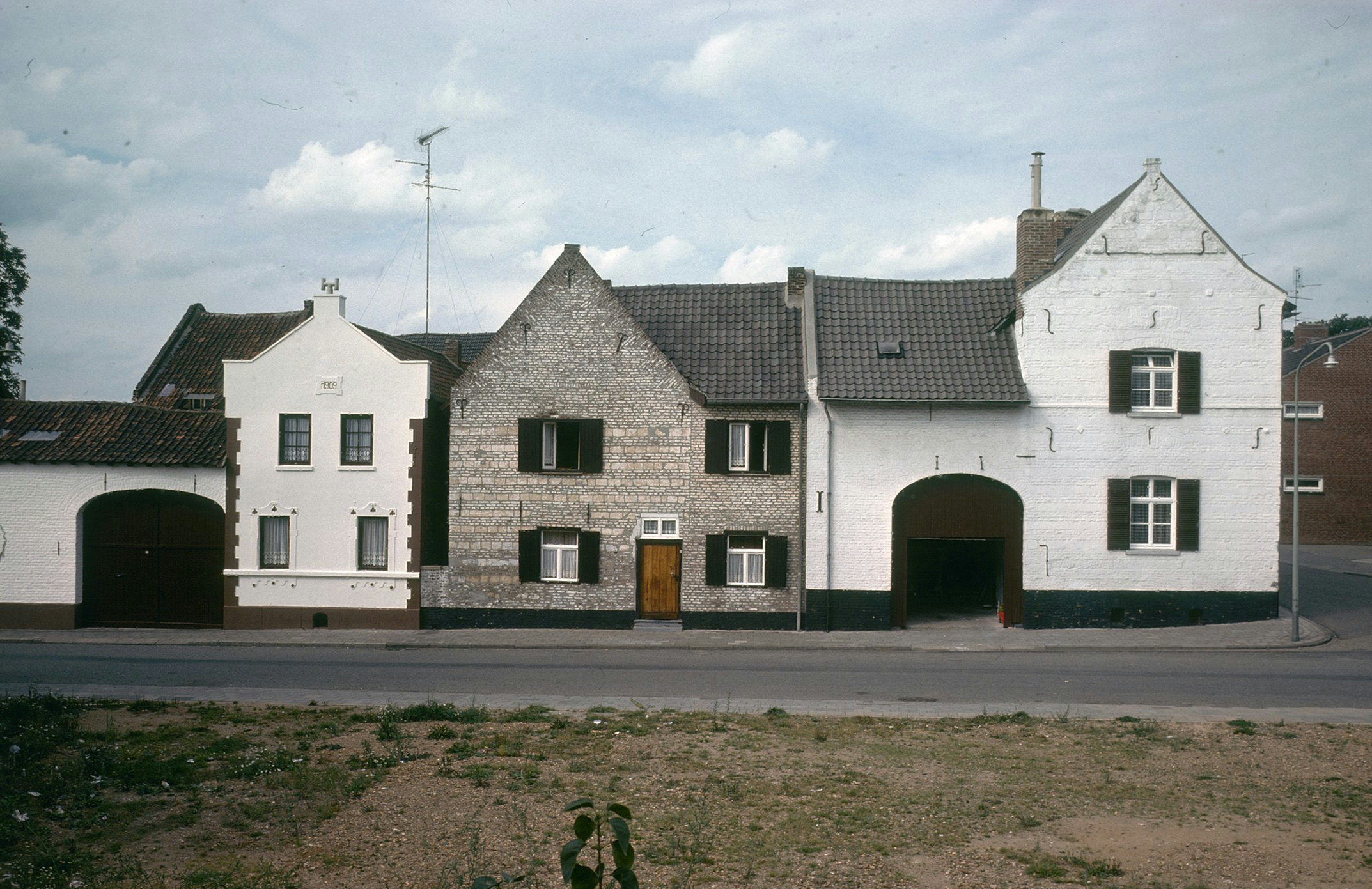
Hoeve Hoolstraat 1
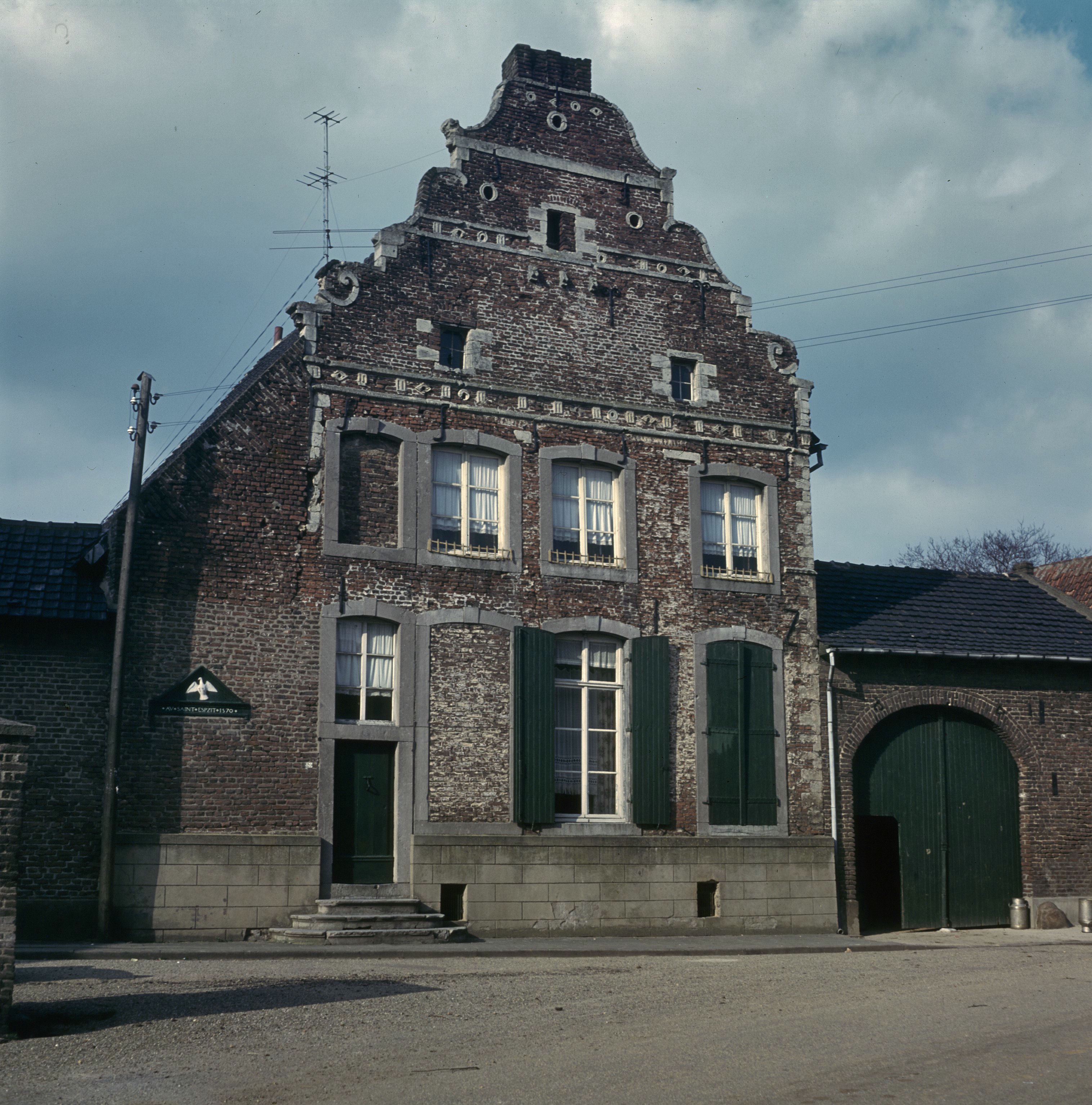
Schippershuis

## Evenementen
Eens per jaar wordt de St. Leendertjaarmarkt gehouden in de oude dorpskern (eerste weekend van juni). Op Hemelvaartsdag vindt het gratis openluchtconcert Urpop plaats, dat aanvankelijk in het molenpark, midden in Urmond-Oost werd gehouden. Door werkzaamheden aan het park werd het festival verplaatst naar de oevers van de Maas, waar het nu wegens groot succes ieder jaar wordt gehouden.
In mei 2015 werd de oude veertrap van Naamse steen, aan de Maasoever weer blootgelegd, als voorbode voor het festival. Tevens geeft de Stichting publicaties uit over de geschiedenis van het dorp.
Momenteel zijn er ver gevorderde plannen voor herinrichting van het voormalig havengebied. Archeologisch opgravingen hebben reeds plaatsgevonden.

## Geboren in Urmond
- Willy Dullens (1945-2024), oud-speler van RKSV Sittardia en het Nederlands Elftal

## Nabijgelegen kernen
Berg aan de Maas, Stein, Geleen, Einighausen, Sittard